# Wilków (gemeente in powiat Opolski)
De gemeente Wilków is een landgemeente in het Poolse woiwodschap Lublin, in powiat Opolski.
De zetel van de gemeente is in Wilków.
Op 30 juni 2004 telde de gemeente 4940 inwoners.

## Oppervlakte gegevens
In 2002 bedroeg de totale oppervlakte van gemeente Wilków 79,54 km², waarvan:
- agrarisch gebied: 71%
- bossen: 12%

De gemeente beslaat 9,89% van de totale oppervlakte van de powiat.

## Demografie
Stand op 30 juni 2004:
| Omschrijving                   | Totaal | Totaal | Vrouwen | Vrouwen | Mannen | Mannen |
| ------------------------------ | ------ | ------ | ------- | ------- | ------ | ------ |
| eenheid                        | aantal | %      | aantal  | %       | aantal | %      |
| inwoners                       | 4940   | 100    | 2481    | 50,2    | 2459   | 49,8   |
| bevolkingsdichtheid (inw./km²) | 62,1   | 62,1   | 31,2    | 31,2    | 30,9   | 30,9   |

In 2002 bedroeg het gemiddelde inkomen per inwoner 1459,83 zł.

## Plaatsen
Brzozowa, Dobre, Kąty, Kępa Chotecka, Kłodnica, Kolonia Wrzelów, Kosiorów, Lubomirka, Machów, Majdany, Małe Dobre, Podgórz, Polanówka, Rogów, Rogów-Kolonia, Rybaki, Szczekarków, Szczekarków-Kolonia, Szkuciska, Urządków, Wilków, Wilków-Kolonia, Wólka Polanowska, Zagłoba, Zarudki, Zastów Karczmiski, Zastów Polanowski, Żmijowiska.

## Aangrenzende gemeenten
Chotcza, Janowiec, Karczmiska, Kazimierz Dolny, Łaziska, Przyłęk